# Wilfred Velásquez
Wilfred Velásquez (sinh ngày 10 tháng 9 năm 1985) là một tiền vệ bóng đá người Guatemala.
Anh là một phần của Đội tuyển bóng đá quốc gia Guatemala tham dự Cúp Vàng CONCACAF 2011, và thi đấu 4 trận.